# Писемність мая
Писемність ма́я, також відома як гліфи мая, або ієрогліфи мая — система письма цивілізації мая Центральної Америки. Сьогодні писемність мая — єдина центрально-американська система письма, яку здебільшого вдалося розшифрувати. Найбільш ранні написи, які датують 3 століттям до н. е., було знайдено в Сан-Бартоло, Гватемала. Імовірно, що мая успадкували деякі елементи і, можливо, всю основу їхнього давнього письма від ольмеків. Писемність мая постійно використовували по всій Центральній Америці, допоки туди у XVI столітті не прибули іспанські конкістадори. Крім того, ним послуговувалися у XVIII столітті в ізольованих районах, таких як Таясаль.
Писемність мая базується на логограмах, доповнених силабічними гліфами, дещо схожих функціонально на сучасну японську писемність. Європейські дослідники 18-го та 19-го століть називали писемність мая «ієрогліфічною», або ієрогліфами. Дослідники не розуміли написів мая, однак загальний вигляд цих написів нагадував їм єгипетські ієрогліфи, хоча насправді писемність мая суттєво відрізнялося від єгипетської системи письма і не мало до нього жодного стосунку.
Попри те що сучасна мова мая послуговується латинською графікою, писемність мая отримала офіційну підтримку з боку мексиканського уряду й сьогодні викладається в університетах та середніх школах у кількох районах поширення мови мая.

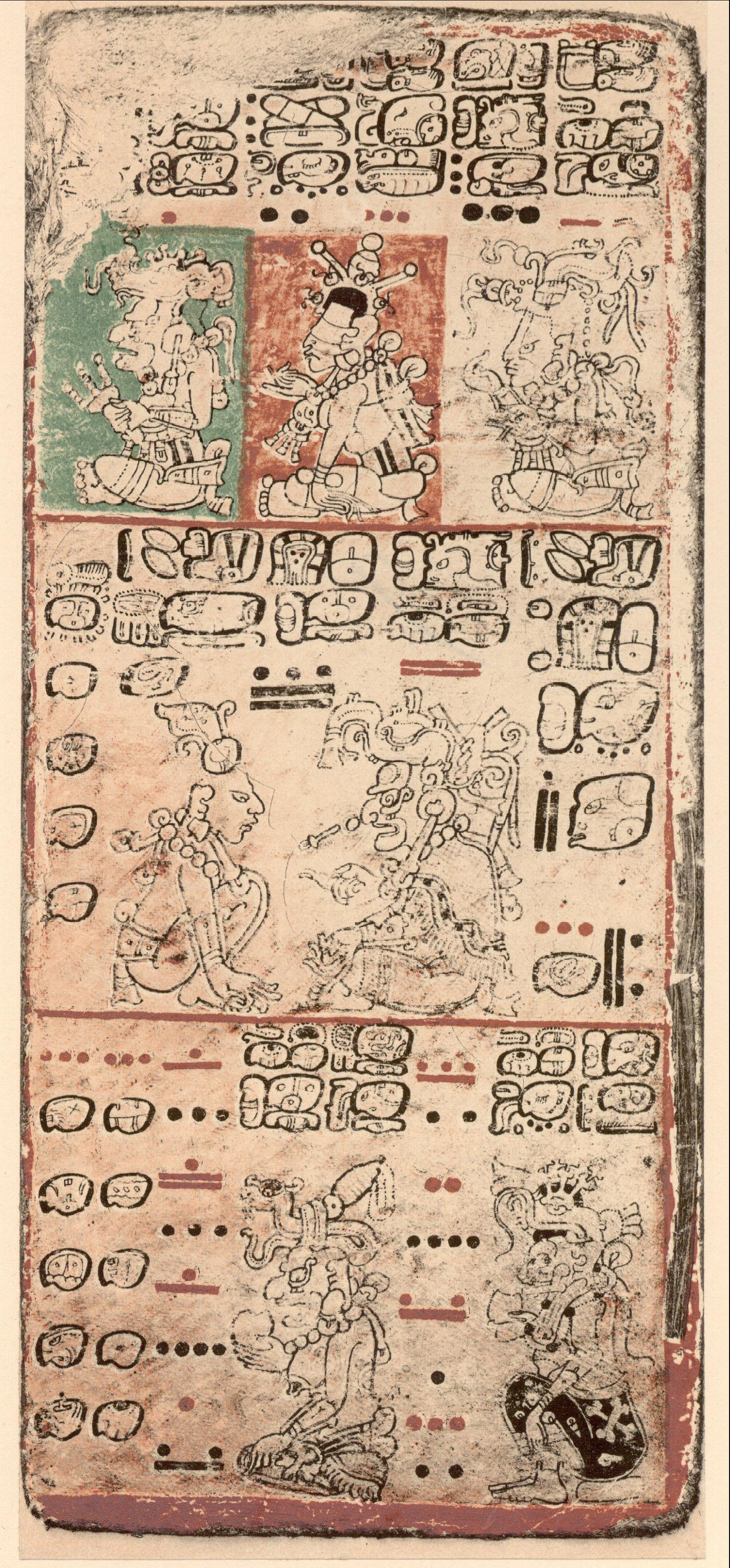
9-я сторінка Дрезденського кодексу

## Система письма
Написи мая найчастіше писалися в стовпцях шириною в два блоки, кожна пара стовпців читалася зліва направо та зверху вниз. Один блок складався з одного або більше символів, угрупованих подібно до хангилю. Окремі гліфи та символи могли позначати морфему або склад, але часом позначали обидва (наприклад, символ  міг позначати як слово манік' так і склад чі.
Фонетичні символи позначали лише пари з приголосних-голосних звуків або тільки голосні звуки. Так, коли слово закінчувалось на л, м, н, х, й або  ' , останній звук іноді пропускався. Частіше, два приголосні склади поділяли одну голосну. Наприклад, слово кай (риба) могло бути фонетично записано як або ка або ка-йа.

## Дешифрування
Дешифрування письма мая було довгим і трудомістким процесом. У XIX та на початку XX століття дослідникам вдалося розшифрувати цифри мая й фрагменти текстів, пов'язаних з астрономією та календарем мая. Утім, більшість текстів так і залишалася незрозумілою для вчених. У 1930 році Бенджамін Ворф написав кілька розвідок, у яких пропонував виділяти фонетичний елемент у письмі мая. Хоча згодом деякі його пропозиції щодо дешифрування письма визнали неправильними, його центральне твердження про те, що ієрогліфи мая були фонетичними (точніше кажучи, силабічними), було підкріплене роботою Юрія Валентиновича Кнорозова, який відіграв велику роль у питанні розшифрування письма мая. У 1952 Ю. В. Кнорозов публікує статтю під назвою «Давня писемність Центральної Америки», у якій він стверджує, що так званий «алфавіт де Ланда», що містився в рукописі єпископа Дієго де Ланда «Relación de las Cosas de Yucatán», фактично був укладений із силабічних, а не алфавітних символів. Далі він поліпшив свою техніку дешифрування в монографії «Письмо індіанців мая» (1963) та видав переклади рукописів мая у праці «Ієрогліфічні рукописи мая» (1975). Саме завдяки працям Кнорозова настав прогрес у розшифруванні письма мая.

## Цифри мая
Використовували позиційну 20-ткову систему числення.

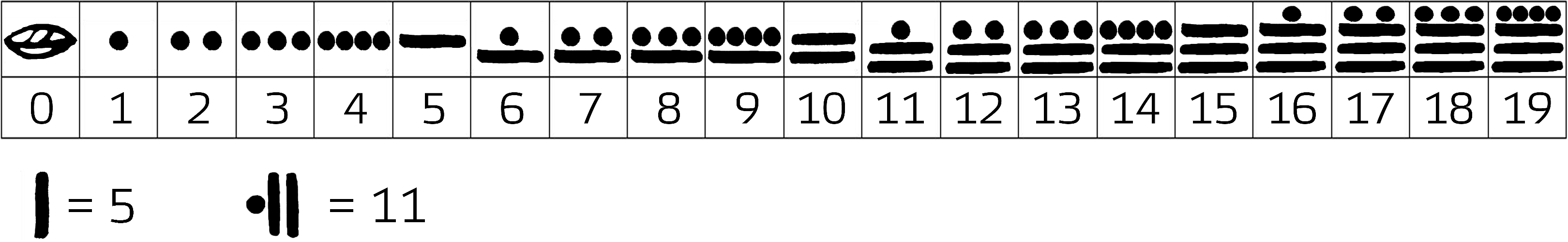
Вигляд і значення цифр мая.